# Ивиньский, Тадеуш
Тадеуш Ивиньский (пол. Tadeusz Iwiński, произносится [taˈdɛuʂ iˈviɲski]; род. 28 октября 1944, Пястув) — польский политик, заместитель председателя комиссии по международным делам парламента Польши.

## Биография
Был членом Сейма 1991—1993, 1993—1997, 1997—2001 и 2001—2005 годов, член польской Объединенной рабочей партии (1967—1990).
В 1968 году он получил степень магистра в химии Варшавского технологического университета, позже учился на факультете журналистики и политологии в Варшавском университете, В 1973 году Тадеуш Ивиньский получил звание PhD в области международных отношений. В 1981 году получил степень доцента Высшей школы социальных наук Центрального Комитета коммунистической польской Объединенной рабочей партии. В 1977—1978 годах в Гарвардском университете получал стипендию Фулбрайта по Международным исследованиям и обменам (IREX). В 1980-е годы работал в университете ООН в Токио. После возвращения в Польшу преподавал в университете Вармии и Мазур в Ольштыне, в 1999 году стал профессором университета. Ивиньский участвовал в работе институтов стран Африки, Азии и Океании, был членом Комитета политических наук польской Академии наук.
```
Избран в 
Сейм Республики Польша
 25 сентября 2005 года, получив 9734 голосов в 35-м 
Ольштынском
 районе, кандидат от списка 
демократического левого Альянса
 .
```

В настоящее время он входит в состав Совета управляющих Ассоциации европейских парламентариев со странами Африки (AWEPA).

## Отношения с эсперанто
Ивиньский начал изучать эсперанто в юности, кроме этого он знает еще 11 языков. В 2008 году он поддержал инициативу польского эсперантиста Гдыни отметить 100-летний юбилей Всеобщей ассоциации эсперанто (UEA). С августа 2012 года он является членом польской парламентской группы, поддерживающей эсперанто (PGAE) в польском парламенте.

## Труды
- Проблемы политической и экономической жизни в Макао после Второй мировой войны (1972 г.)
- Антиимпериалистическая стратегия укрепления политической независимости Индии (1974)
- Компрадорские политические режимы в Латинской Америке на примере Парагвая (1974)
- Система политической власти в колониальной империи на примере владычество англичан (1974)
- Португалия на пороге истории (1975)
- Современные национально — освободительные фронты в Африке, Азии и Латинской Америке (1975)
- Политика современного капитализма — соавтор (1977)
- Политические институты современного капитализма — соавтор (1978)
- Организации национального освобождения в Анголе (1979)
- Современный неоколониализм (изд 1 -. 1979, изд 2 -. 1986)
- Революционное движение в Африке, Азии и Латинской Америке: проблемы развития и стратегии в шестидесятых и семидесятых годах (1982)
- Политические институты современного капитализма (1987)
- Происхождение, источник и роль антикоммунистического крестового похода в стратегии и тактике американского империализма. Вспомогательный материал для проведения собраний в первичных партийных организациях. (1983)
- Современный антикоммунизм (1984)
- Неоколониализм (Материалы симпозиума) — редактор (1985)
- Основные проблемы современного мира (1986)
- Элементы знаний социалистического общества — соавтор (1987)

## Награды
- Орден Креста земли Марии 2 класса (Эстония, 2002)